# Ștrăklevo, Ruse
Ștrăklevo (în bulgară Щръклево) este un sat în comuna Ivanovo, regiunea Ruse,  Bulgaria. 

## Demografie
Componența etnică a satului Ștrăklevo
     Bulgari (64,14%)
     Turci (24,34%)
     Romi (5,13%)
     Nicio identificare (6,24%)
     Altele (0,12%)
La recensământul din 2011, populația satului Ștrăklevo era de 2.337 locuitori. Din punct de vedere etnic, majoritatea locuitorilor (64,14%) erau bulgari, existând și minorități de turci (24,34%) și romi (5,13%). Pentru 6,24% din locuitori nu este cunoscută apartenența etnică.